# Малин (катер)
«Малин» — броньований десантно-штурмовий катер, головний катер проекту 58503 «Кентавр-ЛК». Побудований на суднобудівному заводі «Кузня на Рибальському» в Києві.
Закладений 28 грудня 2016 року, спущений на воду 14 вересня 2018 року. Назву «Малин» отримав 7 липня 2019 року.

## Історія
28 грудня 2016 року відбулась закладка перших двох катерів цього проекту, при цьому в їхнє озброєння та комплектацію були внесені зміни з метою підвищення бойового потенціалу.
14 вересня 2018 року урочисто спущений на воду.
Хрещеною матір'ю катера стала Народний депутат України Ірина Фріз. Музичний супровід заходу здійснював військовий оркестр українських ВМС. Представник духовенства отець Михаїл освятив катер і екіпаж. Командиром першого десантно-штурмового катера став старший лейтенант Сергій Одинець. Офіцер Військово-Морських Сил ЗС України в 2014 році, будучи курсантом III-го курсу Академії ВМС ім. П. С. Нахімова, не зрадив Військовій присязі на вірність Українському народові, вийшов на материкову Україну й продовжив навчання у військово-морському навчальному закладі. Після випуску продовжив службу в бригаді надводних кораблів національного флоту.
Після цього на катері — безпосередньо на воді — встановлюють основне і додаткове обладнання, зокрема, навігаційне, обчислювальні комплекси та системи, високоточні елементи тощо. Після цього розпочнуться швартовні і продовжаться заводські випробування. Роботу механізмів та систем перевірять під час ходу катера Київським морем.
Після прибуття до місця базування розпочнуться державні випробування «Кентавра», за результатом яких десантно-штурмовий катер має бути прийнятий до складу ВМС України.
19-25 листопада катер прибув з Києва до Одеси в постійні пункти базування та на випробування. 21 лютого катер вийшов у Чорне море з морпіхами для проведення випробувань.[джерело?]
7 липня 2019 року, на вшанування пам'яті загиблого морського піхотинця — старшого прапорщика Олександра Яхновського з Малинського району і на прохання територіальної громади, звідки родом загиблий, катер отримав назву «Малин».
15 липня 2021 року з доку № 2 Судноверфі «Україна», відокремленого структурного підрозділу Державного підприємства «Одеський морський торговельний порт» був спущений на воду після завершення докового ремонту.